# Redwulf z Nortumbrii
Redwulf z Nortumbrii, Rædwulf, Raedwulf, Redulf (żył w IX wieku) - władca anglosaskiego królestwa Nortumbrii.

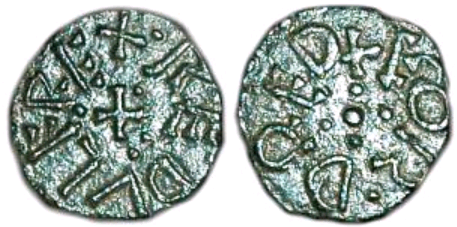
Styca z okresu panowania Redwulfa

Niewiele jest wzmianek o tym władcy w zachowanych źródłach historycznych. XIII-wieczny kronikarz Roger z Wendover w swoim dziele Flored Historiarum odnotował, że objął władzę w 844 roku, po obaleniu Etelreda II, syna Eanreda. Historyk D.P. Kirby wysnuł hipotezę, że zasiadł na tronie dzięki poparciu potężnych władców Mercji, którzy w ramach walki z potomkami Eardwulfa, wspomagali innych możnych Nortumbrii, sięgających po władzę. Jego panowanie potwierdzają również odnalezione numizmaty z jego imieniem. Historycy po dokonaniu szczegółowej analizy monet z okresu panowania zarówno Redwulfa jak i Eanreda, datują objęcie władzy przez tego pierwszego raczej na rok 858.
Redwulf zginął niedługo po objęciu władzy, w bitwie z armią wikingów w miejscu zwanym Alutthelia (obecnie Elvet w Durham). Po jego śmierci władzę odzyskał Etelred II.